# Лацковце
Лацковце (словац. Lackovce) — село в Словаччині, Гуменському окрузі Пряшівського краю. Розташоване в східній частині Словаччини в південній частині Низьких Бескидів біля місця впадіння Цірохи до Лабірця.
Уперше згадується у 1451 році.
У селі є римо-католицький костел Найсвятішого серця Ісуса.

## Населення
| Рік:            | 1994. | 2004. | 2014.    | 2024.    |
| --------------- | ----- | ----- | -------- | -------- |
| Кількість осіб: | 0     | 578   | 702      | 927      |
| Різниця:        |       | –     | +21,45 % | +32,05 % |

| Рік:            | 2023. | 2024.   |
| --------------- | ----- | ------- |
| Кількість осіб: | 901   | 927     |
| Різниця:        |       | +2,88 % |

У селі проживає 612 осіб.
Національний склад населення (за даними останнього перепису населення — 2001 року):
- словаки — 98,22 %,
- українці — 0,71 %,
- русини — 0,53 %,
- чехи — 0,36 %,
- німці — 0,18 %.

Склад населення за приналежністю до релігії станом на 2001 рік:
- римо-католики — 77,94 %,
- греко-католики — 15,84 %,
- православні — 1,78 %,
- протестанти — 0,53 %,
- не вважають себе вірянами або не належать до жодної вищезгаданої конфесії — 3,74 %.